# ¡Uno!
¡Uno! — дев'ятий студійний альбом американського панк-рок гурту Green Day. Диск є першим з трьох альбомів в трилогії ¡Uno! ¡Dos! ¡Tre!, серія студійних альбомів була випущена гуртом з вересня 2012 по січень 2013.

## Про альбом
Green Day розпочали записувати матеріал для нового альбому, в День Святого Валентина (14 лютого 2012 р.). Альбом збираються випустити 24 вересня 2012 року в Сполученому Королівстві і на наступний день у Сполучених Штатах через лейбл Reprise Records.
Обкладинка і трек-лист нового альбому були виявлені у відео, викладеному на YouTube, трек-лист складається з 12 пісень, він був оголошений 26 червня 2012 року на офіційному сайті групи.
Альбом зарписувався дуже довго групою і співробітником Робом Кавалло, продюсером альбомів: «Dookie», «Insomniac (альбом Green Day)», «Nimrod» і "American Idiot.
Перший сингл з альбому під назвою «Oh Love» вже вийшов 16 липня 2012 року. Другий сингл «Kill the DJ» був випущений 14 серпня 2012 року. 16 серпня вийшов кліп на перший сингл з альбому ¡Uno!, «Oh Love». 6 вересня був випущений третій сингл з альбому ¡Uno! «Let Yourself Go».

## Теми та композиції
В інтерв'ю Rolling Stone, Армстронг заявив, що тема їх нового альбому буде відрізнятися від 21st Century Breakdown, American Idiot, і не буде рок-оперою. Він також додав, що музика в альбомі буде «більш пауер-поп — десь між AC/DC Beatles». Він також заявив, що кілька пісень в альбомі будуть також в стилі гаражного року і танцювальної музики.
За словами Армстронга, пісня «Kill The DJ» з цього альбому була б близька до «прямої танцювальної музики», яку група ніколи не робила. Критики приписують пісні стиль «Панк-фанк» або «денс-панк».

## Обкладинки
Учасники Green Day заявили в інтерв'ю, що на кожній обкладинці альбомів з трилогії ¡Uno! ¡Dos! ¡Tre! будуть зображені обличчя учасників групи.
Група завантажила трейлери обкладинок на своєму офіційному каналі YouTube, де показується група в студії, що записує альбом. На обкладинці ¡Uno! зображено портрет Біллі Джо Армстронга на геометричному, неоновому зеленому тлі. Очі на портреті перекреслені рожевими «Іксами». Слово «Green Day» розташовується в рожевій верхній частині обкладинки, у той час, як слово «¡Uno!» написано в стилі білого графіті в лівому нижньому куті обкладинки.

## Список композицій
Автор слів Біллі Джо Армстронг, автор музики Green Day. 
| #   | Назва             | Тривалість |
| --- | ----------------- | ---------- |
| 1.  | «Nuclear Family»  | 3:03       |
| 2.  | «Stay the Night»  | 4:36       |
| 3.  | «Carpe Diem»      | 3:25       |
| 4.  | «Let Yourself Go» | 2:57       |
| 5.  | «Kill the DJ»     | 3:44       |
| 6.  | «Feel for You»    | 3:08       |
| 7.  | «Loss of Control» | 3:07       |
| 8.  | «Troublemaker»    | 2:45       |
| 9.  | «Angel Blue»      | 2:46       |
| 10. | «Sweet 16»        | 3:03       |
| 11. | «Rusty James»     | 4:09       |
| 12. | «Oh Love»         | 5:04       |

| iTunes Deluxe Edition | iTunes Deluxe Edition           | iTunes Deluxe Edition |
| #                     | Назва                           | Тривалість            |
| --------------------- | ------------------------------- | --------------------- |
| 13.                   | «Stay the Night» (music video)  |                       |
| 14.                   | «Let Yourself Go» (music video) |                       |
| 15.                   | «Kill the DJ» (music video)     |                       |
| 16.                   | «Oh Love» (music video)         |                       |

### Учасники

#### Green Day
- Біллі Джо Армстронг (Billie Joe Armstrong) — вокал, гітара
- Майк Дернт (Mike Dirnt) — бас-гітара, бек-вокал
- Тре Кул (Tré Cool) — ударні
- Джейсон Уайт (Jason White) — додаткова гитара[1]

#### Додаткові учасники
- Том Кітт (Tom Kitt) — струнне аранжування[2]